# Rouvroy-sur-Audry
Pour les articles homonymes, voir Rouvroy et Audry.
Rouvroy-sur-Audry, anciennement Rouvroy-les-Pothées, est une commune française, située dans le département des Ardennes en région Grand Est.

## Géographie

### Hydrographie
La commune est dans le bassin versant de la Meuse au sein du bassin Rhin-Meuse. Elle est drainée par l'Audry, le ruisseau du Moulin de l'Echelle, le ruisseau Longue et le ruisseau de Sonru,.
L'Audry, d'une longueur de 20 km, prend sa source dans la commune de Marlemont et se jette  dans la Sormonne à Remilly-les-Pothées, après avoir traversé neuf communes.

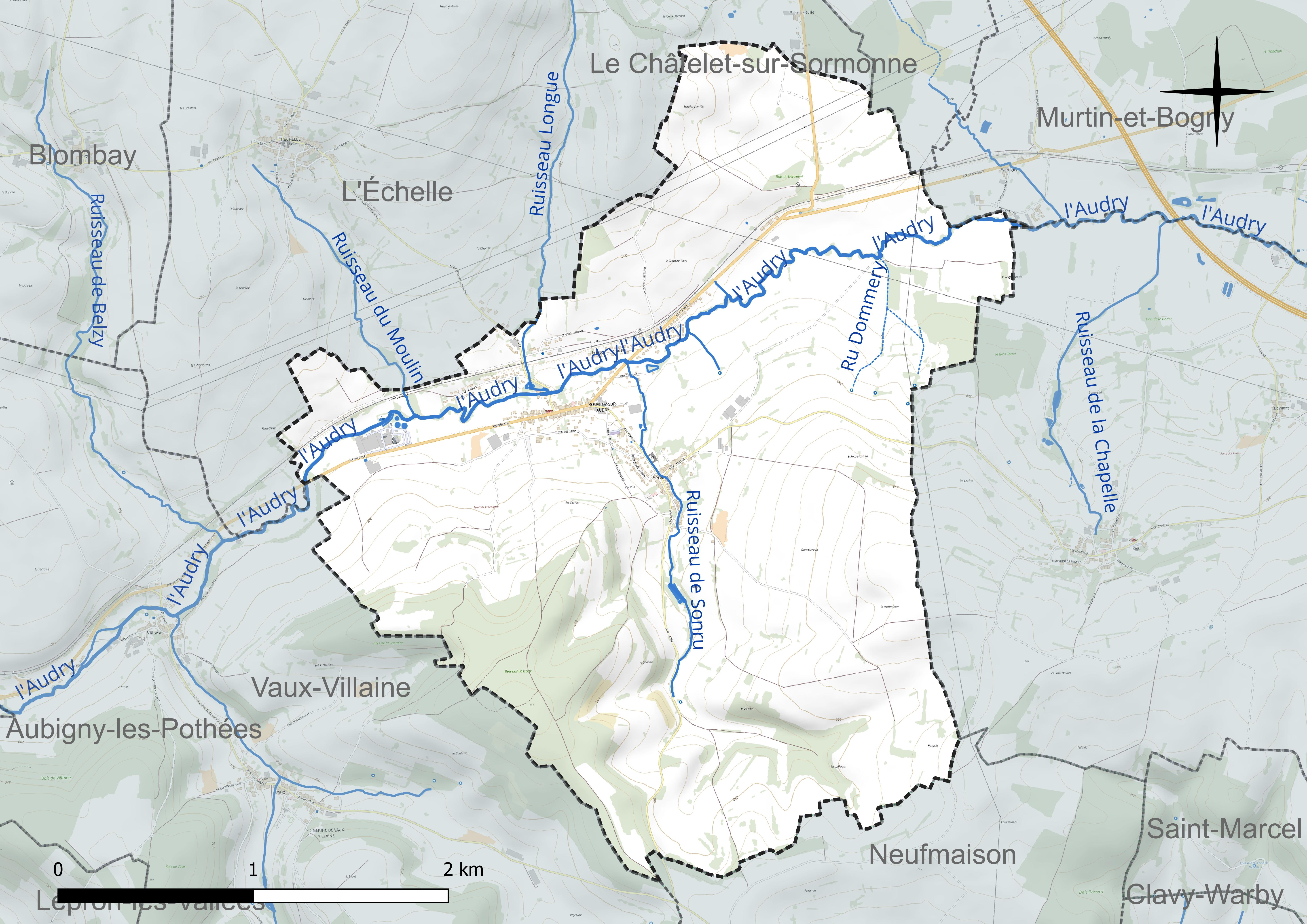
Réseau hydrographique de Rouvroy-sur-Audry.

### Climat
Pour des articles plus généraux, voir Climat du Grand Est et Climat des Ardennes.
En 2010, le climat de la commune est de type climat de montagne, selon une étude du Centre national de la recherche scientifique s'appuyant sur une série de données couvrant la période 1971-2000. En 2020, Météo-France publie une typologie des climats de la France métropolitaine dans laquelle la commune est exposée à un climat océanique altéré et est dans la région climatique Nord-est du bassin Parisien, caractérisée par un ensoleillement médiocre, une pluviométrie moyenne régulièrement répartie au cours de l’année et un hiver froid (3 °C).
Pour la période 1971-2000, la température annuelle moyenne est de 10 °C, avec une amplitude thermique annuelle de 15,5 °C. Le cumul annuel moyen de précipitations est de 954 mm, avec 13,9 jours de précipitations en janvier et 9,5 jours en juillet. Pour la période 1991-2020, la température moyenne annuelle observée sur la station météorologique de Météo-France la plus proche, « Signy-l'abbaye », sur la commune de Signy-l'Abbaye à 11 km à vol d'oiseau, est de 10,2 °C et le cumul annuel moyen de précipitations est de 1 060,5 mm. 
La température maximale relevée sur cette station est de 40 °C, atteinte le 25 juillet 2019 ; la température minimale est de −20,5 °C, atteinte le 17 janvier 1985,,.
Les paramètres climatiques de la commune ont été estimés pour le milieu du siècle (2041-2070) selon différents scénarios d'émission de gaz à effet de serre à partir des nouvelles projections climatiques de référence DRIAS-2020. Ils sont consultables sur un site dédié publié par Météo-France en novembre 2022.

## Urbanisme

### Typologie
Au 1er janvier 2024, Rouvroy-sur-Audry est catégorisée commune rurale à habitat dispersé, selon la nouvelle grille communale de densité à 7 niveaux définie par l'Insee en 2022.
Elle est située hors unité urbaine. Par ailleurs la commune fait partie de l'aire d'attraction de Charleville-Mézières, dont elle est une commune de la couronne,. Cette aire, qui regroupe 132 communes, est catégorisée dans les aires de 50 000 à moins de 200 000 habitants,.

### Occupation des sols
L'occupation des sols de la commune, telle qu'elle ressort de la base de données européenne d’occupation biophysique des sols Corine Land Cover (CLC), est marquée par l'importance des territoires agricoles (84,7 % en 2018), en diminution par rapport à 1990 (86,6 %). La répartition détaillée en 2018 est la suivante : 
prairies (72,4 %), terres arables (10,7 %), forêts (9,6 %), zones urbanisées (5,7 %), zones agricoles hétérogènes (1,7 %). L'évolution de l’occupation des sols de la commune et de ses infrastructures peut être observée sur les différentes représentations cartographiques du territoire : la carte de Cassini (XVIIIe siècle), la carte d'état-major (1820-1866) et les cartes ou photos aériennes de l'IGN pour la période actuelle (1950 à aujourd'hui).

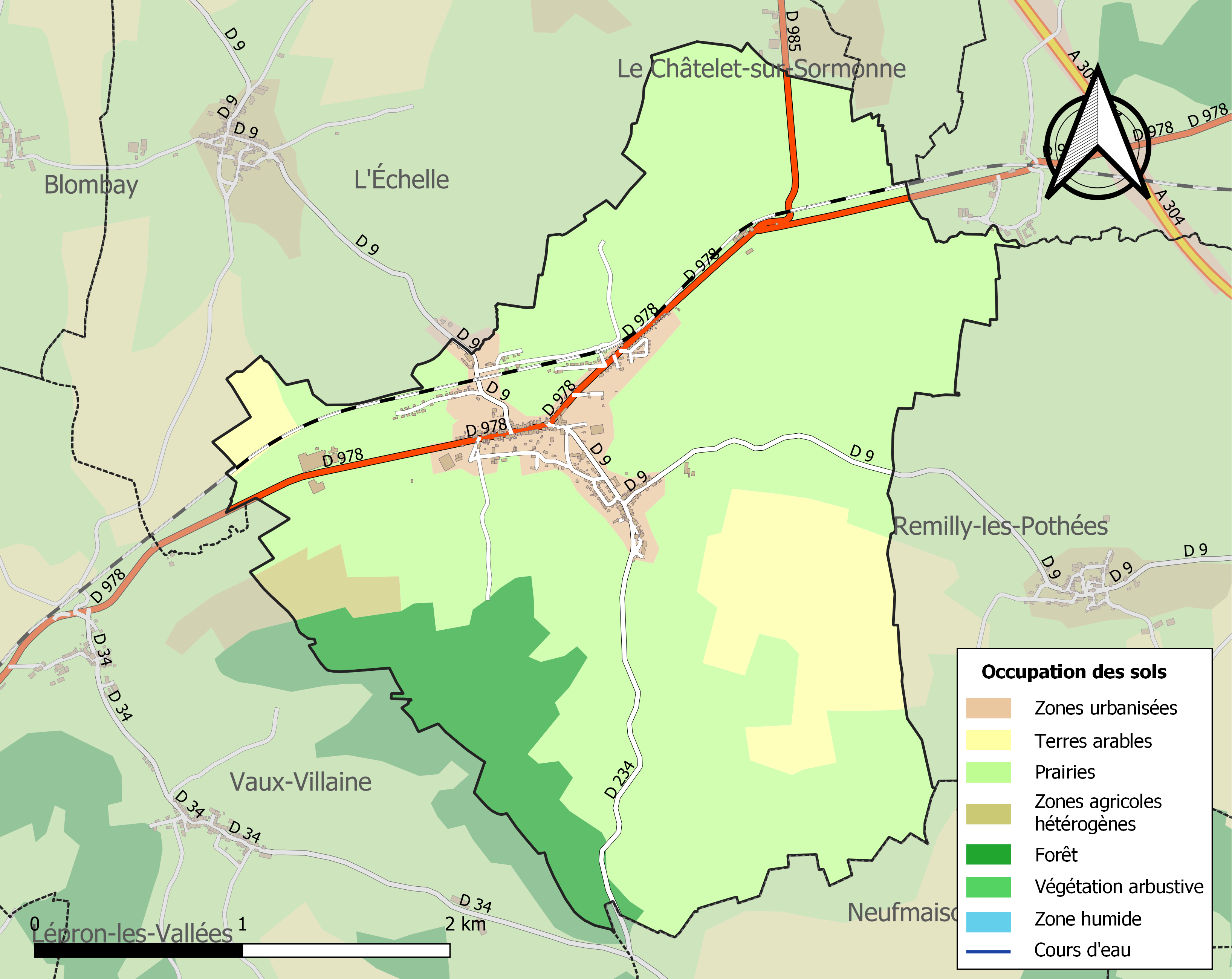
Carte des infrastructures et de l'occupation des sols de la commune en 2018 (CLC).

## Toponymie
De l'oïl rouvroi « lieu où croissent des rouvres, genre de chêne », variante plutôt orientale et picarde de rouvrai, plus répandu à l'ouest.
Rouvroy-sur-Audry tient son nom du chêne rouvre et de la rivière Audry qui le traverse.

## Histoire
Rouvroy-sur-Audry ne fut érigée en paroisse qu'en 1731 et fusionna avec la commune de Servion en 1967.
En 1643, lors de la bataille de Rocroi, Rouvroy est ravagée par les flammes. Il n'en compte plus que huit feux au sortir de celle-ci.

## Politique et administration
| Période                                  | Période      | Identité        | Étiquette | Qualité |
| ---------------------------------------- | ------------ | --------------- | --------- | ------- |
| 1945                                     | 1977         | Marcel Remy     |           |         |
| 1977                                     | 1995         | Jacques Helder  |           |         |
| mars 1995                                | mars 2008    | Olivier Mathot  |           |         |
| mars 2008                                | juillet 2020 | Claude Tanton   |           |         |
| juillet 2020                             | En cours     | Florence Midoux |           |         |
| Les données manquantes sont à compléter. |              |                 |           |         |

Rouvroy-sur-Audry a adhéré à la charte du Parc naturel régional des Ardennes, à sa création en décembre 2011.

## Démographie
L'évolution du nombre d'habitants est connue à travers les recensements de la population effectués dans la commune depuis 1793. Pour les communes de moins de 10 000 habitants, une enquête de recensement portant sur toute la population est réalisée tous les cinq ans, les populations de référence des années intermédiaires étant quant à elles estimées par interpolation ou extrapolation. Pour la commune, le premier recensement exhaustif entrant dans le cadre du nouveau dispositif a été réalisé en 2008.

En 2022, la commune comptait 528 habitants, en évolution de −10,2 % par rapport à 2016 (Ardennes : −2,97 %, France hors Mayotte : +2,11 %).
| 1793 | 1800 | 1806 | 1821 | 1831 | 1836 | 1841 | 1846 | 1851 |
| ---- | ---- | ---- | ---- | ---- | ---- | ---- | ---- | ---- |
| 195  | 205  | 215  | 221  | 246  | 239  | 230  | 221  | 223  |

| 1866 | 1872 | 1876 | 1881 | 1886 | 1891 | 1896 | 1901 | 1906 |
| ---- | ---- | ---- | ---- | ---- | ---- | ---- | ---- | ---- |
| 201  | 172  | 159  | 171  | 181  | 184  | 177  | 152  | 237  |

| 1911 | 1921 | 1926 | 1931 | 1936 | 1946 | 1954 | 1962 | 1968 |
| ---- | ---- | ---- | ---- | ---- | ---- | ---- | ---- | ---- |
| 178  | 180  | 210  | 247  | 280  | 269  | 310  | 279  | 475  |

| 1975 | 1982 | 1990 | 1999 | 2006 | 2008 | 2013 | 2018 | 2022 |
| ---- | ---- | ---- | ---- | ---- | ---- | ---- | ---- | ---- |
| 503  | 602  | 537  | 539  | 559  | 564  | 586  | 577  | 528  |

## Culture locale et patrimoine

### Lieux et monuments
- Église Sainte-Élisabeth de Rouvroy-sur-Audry.

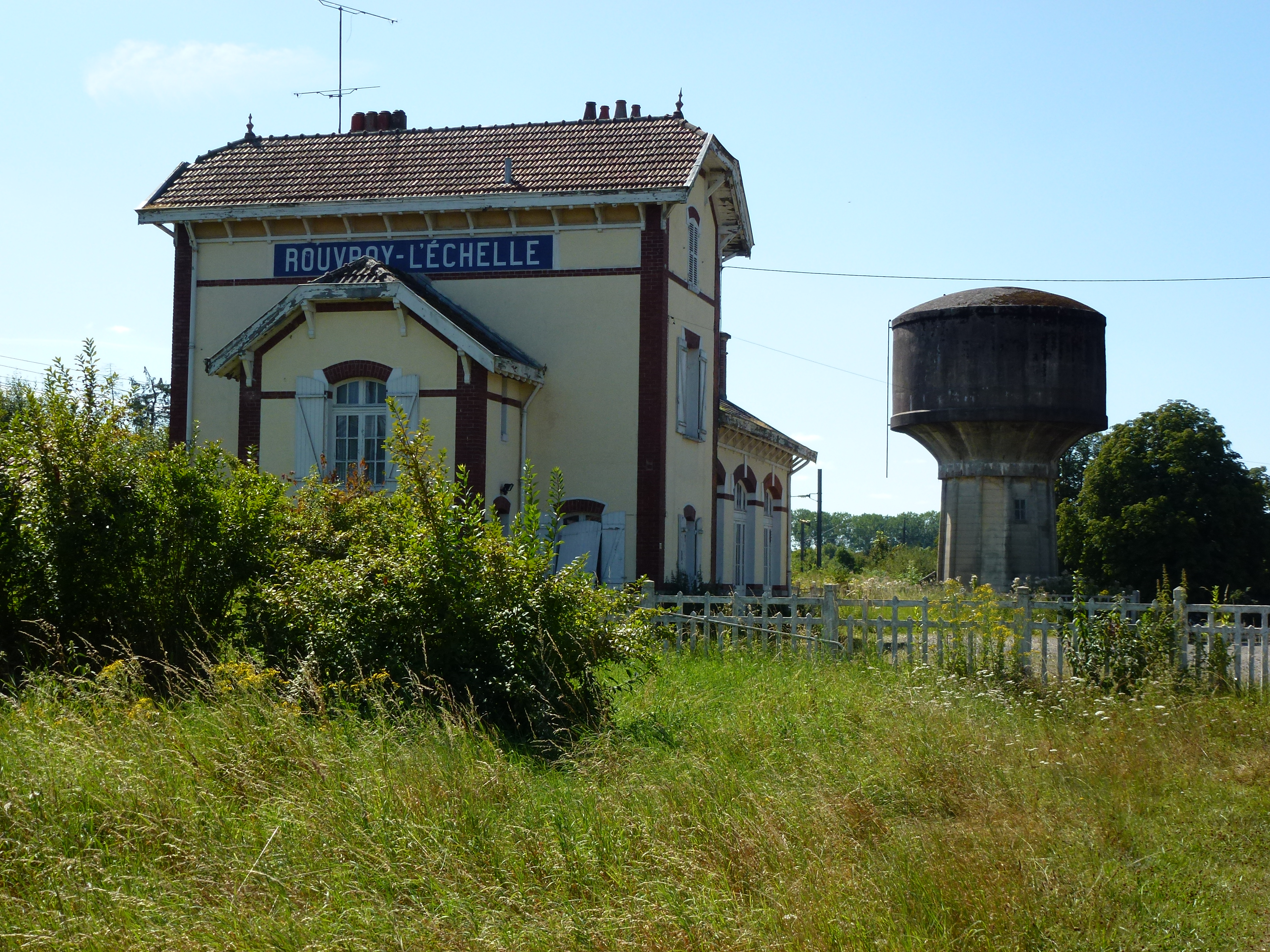
Gare et château d'eau.
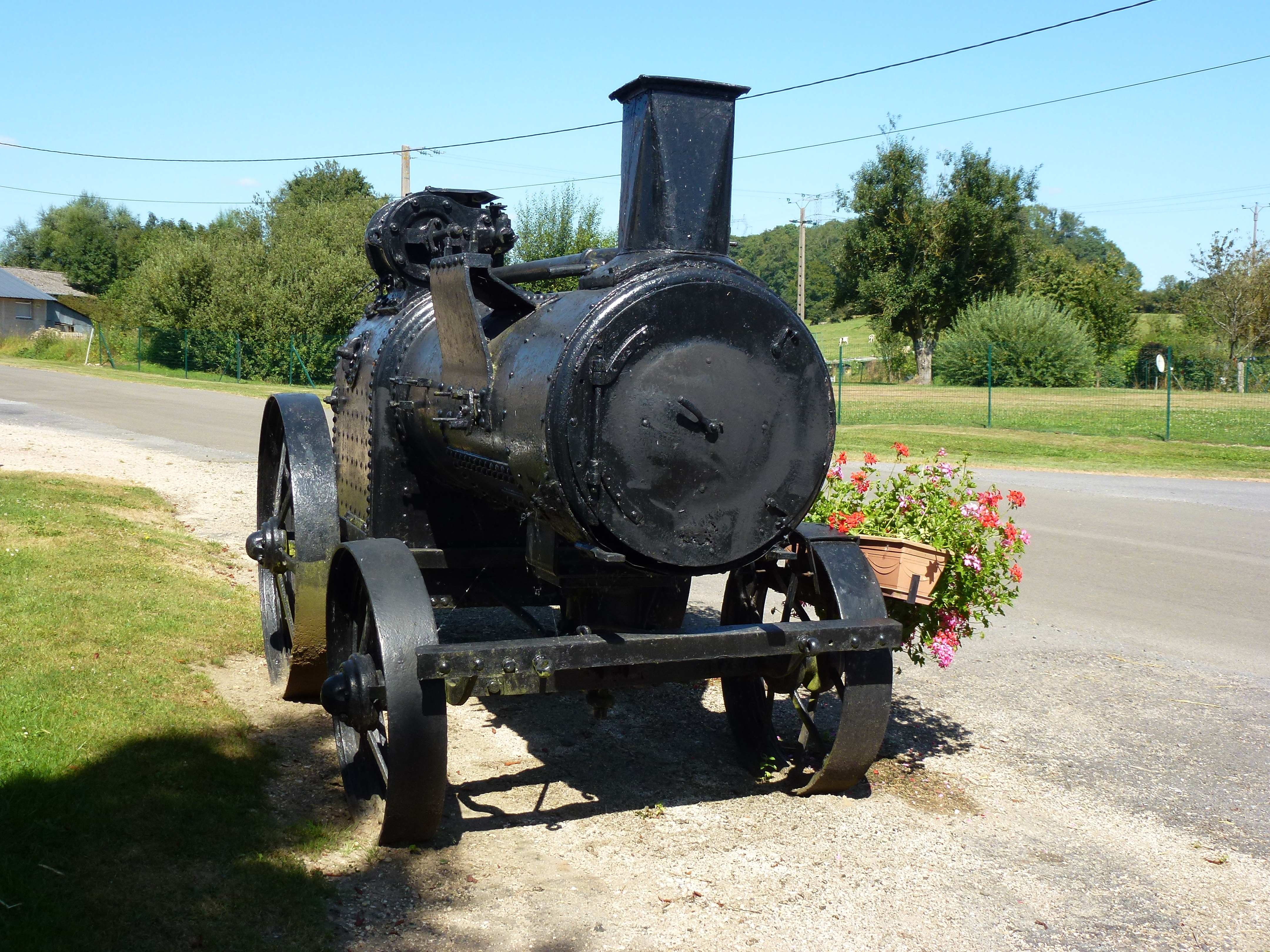
Vieille machine à vapeur.
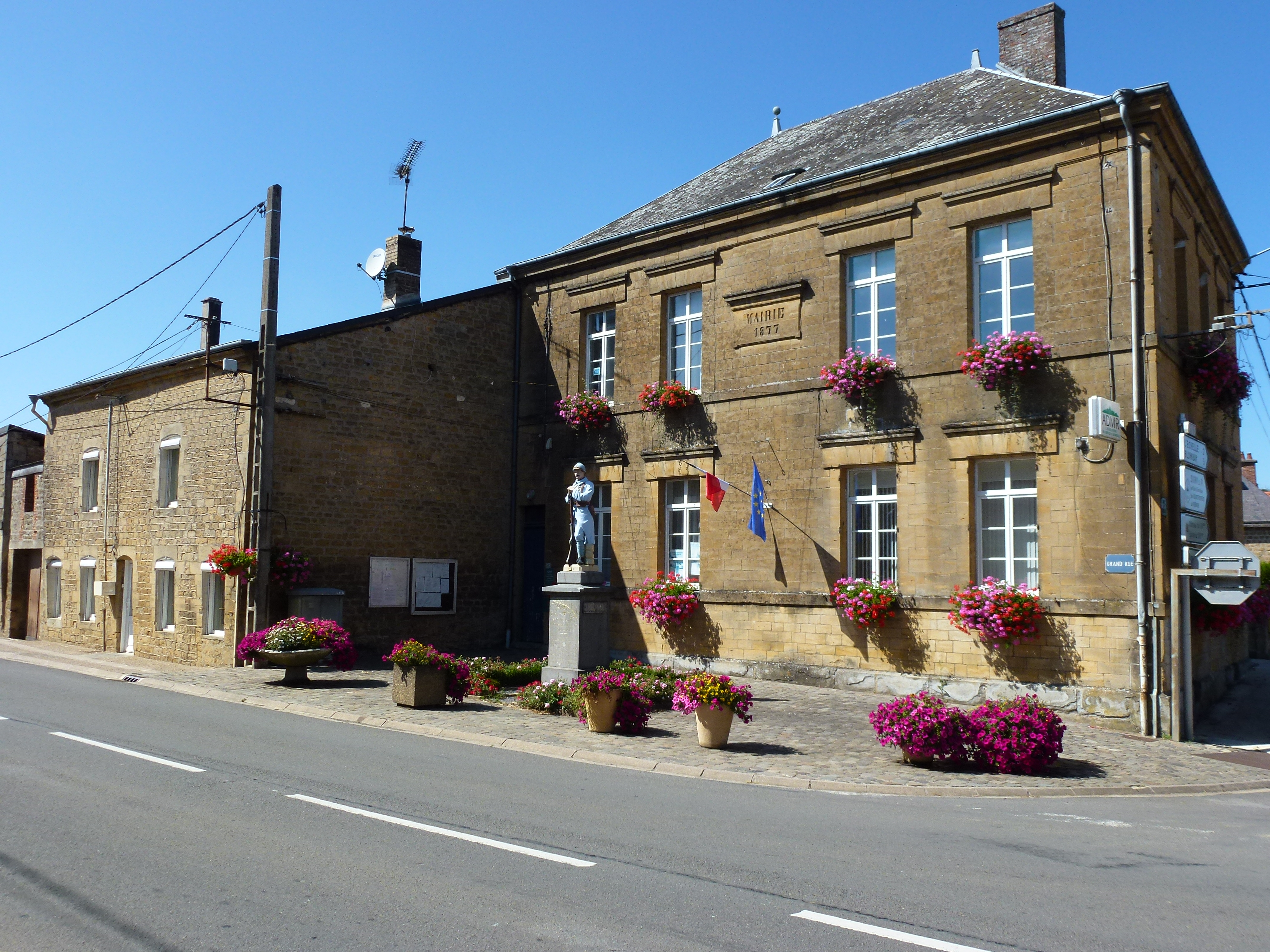
Mairie.
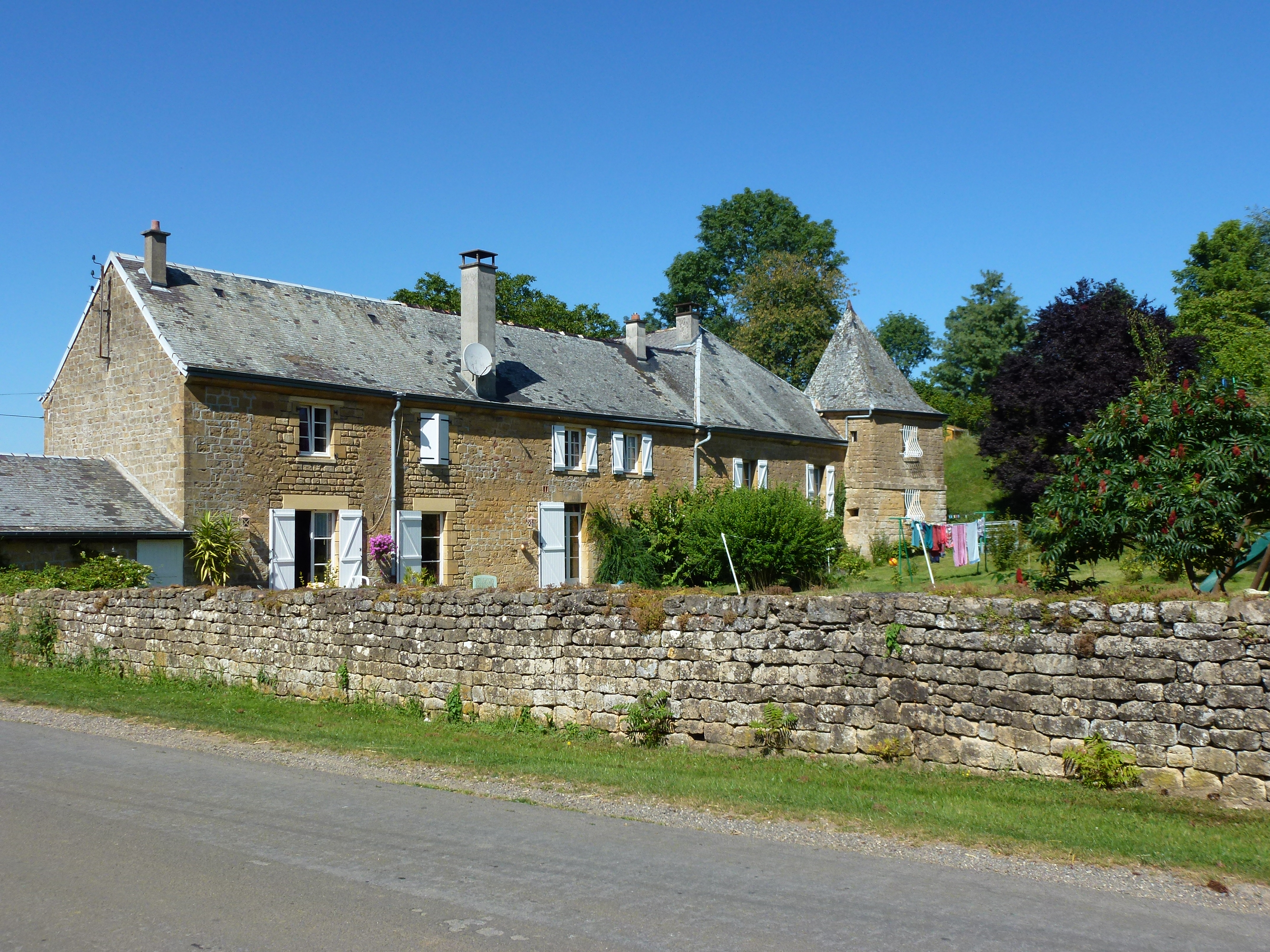
Ferme-manoir.

### Personnalités liées à la commune
Jean Rogissart (1894-1961), écrivain ardennais auteur des Mamert, a été instituteur à Servion.

### Héraldique
| Armes de Rouvroy-sur-Audry | Les armes de Rouvroy-sur-Audry se blasonnent ainsi : D’azur à la bande ondée d’argent chargée d’une feuille de chêne rouvre de gueules, accompagnée de deux fleurs de lys d’or. |